# Piazza della Rotonda
La piazza della Rotonda (littéralement, place de la Rotonde) est une place de Rome bordée du Panthéon au sud. Elle tire son nom de cet édifice, qui porte le nom d'église Santa Maria Rotonda.

## Histoire

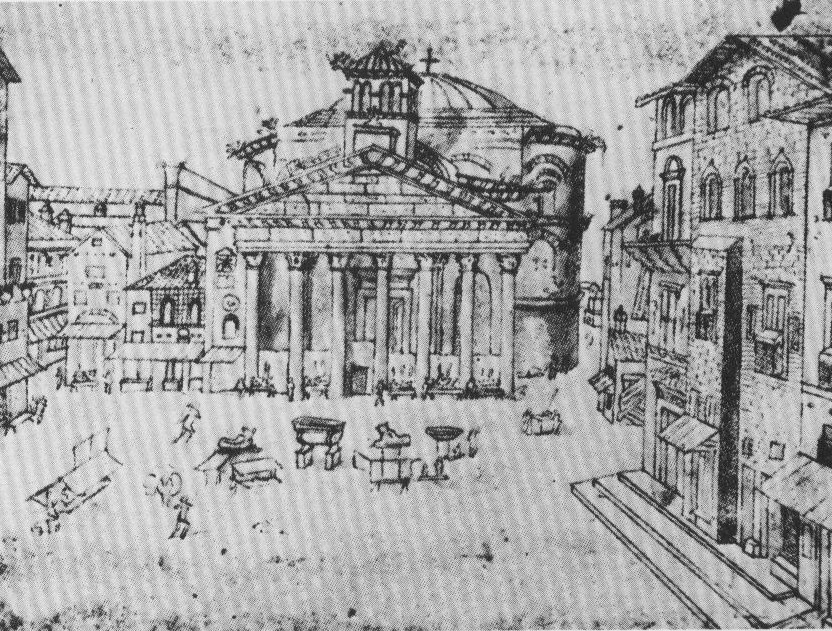
La place, sans fontaine, et les maisons construites contre le Panthéon, dans une enluminure à l'encre du XVe siècle.

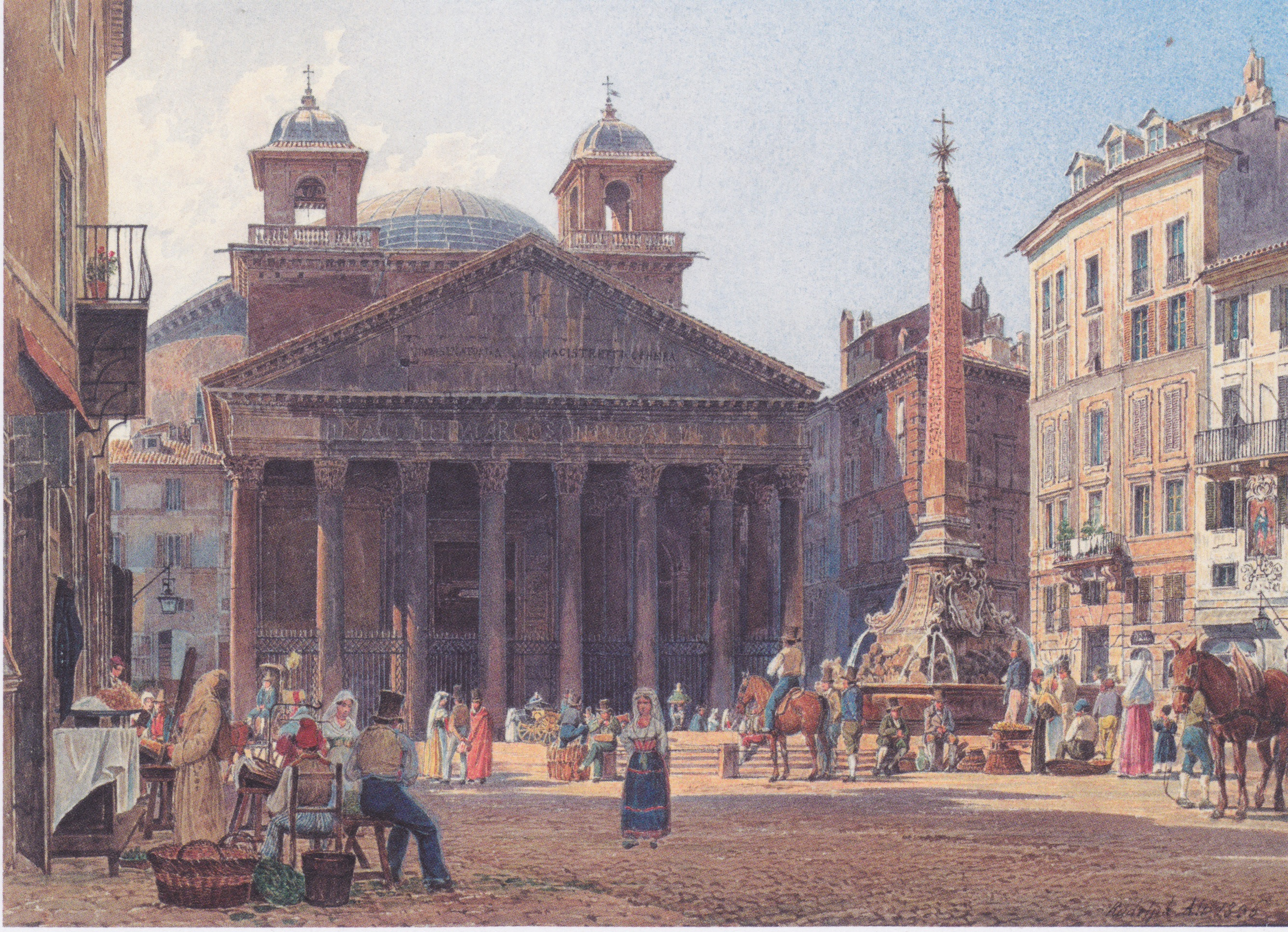
La place à obélisque et les clochetons du Panthéon dans une aquarelle peinte par Rudolf von Alt en 1835.

Le Panthéon remonte à l'Antiquité, et le dédale de remises et de petits commerces qui poussèrent au fil des siècles autour des colonnes de cet édifice finit par en obstruer le devant. Ces accumulations médiévales furent rasées sur ordre du pape Eugène IV (1431–1439), et la place fut aménagée et pavée,. Elle tire son nom du Panthéon, qui était devenu au VIIe siècle une église chrétienne dédiée à « sainte Marie et les martyrs », mais connue sous le nom officieux de Santa Maria Rotonda (Sainte-Marie-à-la-Rotonde). La place est grosso modo un rectangle d'environ 60 mètres (du nord au sud) sur 40 (d'est en ouest) qui loge une fontaine à obélisque en son centre et est bordé du Panthéon au sud.
Au XIXe siècle, la place était notamment connue pour son marché aux oiseaux, où se vendaient, entre autres, des perroquets, des rossignols et des strigidés. En 1819, un voyageur fit remarquer qu'aux célébrations de la veille de l'Épiphanie, la piazza della Rotonda se « distinguait notamment par la gaîté des étals de fruits et de gâteaux, décorés de fleurs et éclairés de lanternes de papier ». Charlotte Anne Eaton, voyageuse anglaise qui visita la place en 1820, fut bien moins impressionnée par cette dernière et déplora que le visiteur s'y trouvait « entouré par tout ce qui révolte le plus les sens, distrait par le tumulte incessant, harcelé par une foule de mendiants bruyants et enlisé dans les ordures rassemblées de toutes sortes qui couvrent la chaussée glissante … Rien de semblable à un trou comme celui-là ne pourrait exister en Angleterre, et aucun Anglais ne pourrait imaginer une combinaison d'une telle saleté dégoûtante, de telles odeurs immondes et flaques fétides comme celle qui remplit le marché aux légumes de la piazza della Rotonda à Rome. » Un guide Baedeker de 1879 faisait remarquer que la « scène animée » de la piazza « offre à l'étranger des occasions d'observer les caractéristiques de la paysannerie ».
La place risqua de perdre son aspect sous l'administration française dans les années 1809-1814, lorsque Napoléon signa des décrets prévoyant la démolition des bâtiments entourant le Panthéon. En raison de la brièveté du régime français à Rome, ce projet n'eut jamais de suite, mais réapparut sous une forme différente dans le plan d'urbanisme de 1873. Suivant ce dernier, la place devait être agrandie et être le point de convergence de nouveaux boulevards provenant de la piazza Borghese et du largo Magnanapoli. En tout état de cause, cela ne s'est pas produit, même si plusieurs ouvrages attenant au square, sur le côté nord, et au Panthéon furent démolis sous les pontificats de Pie VII et de Pie IX.

## La fontaine à l'obélisque
Au centre de la place, il y a la Fontana del Pantheon (fontaine du Panthéon), surmontée d'un obélisque. Cette fontaine fut construite par Giacomo della Porta sous le pontificat de Grégoire XIII en 1575, et l'obélisque s'y ajoute en 1711 sous le pontificat de Clément XI.
L'aqueduc de l'Aqua Virgo, l'un des onze qui alimentaient la Rome antique en eau potable, desservait le secteur du Champ de Mars, mais n'était plus entretenu et en service à la fin du Moyen Âge. Il fut reconstruit sous le pontificat de Nicolas V et consacré en 1453 sous le nom d'Acqua Vergine. En 1570, Giacomo della Porta fut chargé par le pape Grégoire XIII de superviser un grand projet pour étendre la distribution de l'eau de cet aqueduc à 18 nouvelles fontaines publiques.
La construction de la fontaine sur la piazza della Rotonda fut autorisée le 25 septembre, avec celle de la fontaine sur la piazza Colonna, de deux autres sur la piazza Navona ; la fontaine de la piazza della Rotonda, terminée en 1575, était caliciforme, mesurait environ 3,5 à 4 mètres de haut et était alimentée en eau par une conduite en terre cuite. Della Porta dessina la fontaine, et Leonardo Sormani l'exécuta. En raison de la déclivité de la place, on accède à la fontaine par cinq marches au sud et par seulement deux marches au nord.
Sous le pontificat du pape Alexandre VII, des projets furent mis sur pied pour ordonner la place et son cadre, la niveler, l'agrandir et élargir les rues qui y aboutissaient, et Le Bernin y participa. Une gravure de Giovanni Battista Falda représente les travaux qui étaient terminés lorsque le pape Alexandre mourut en 1667.
En 1711, la fontaine prit son aspect actuel lorsque le pape Clément XI chargea le sculpteur du baroque tardif Filippo Barigioni (en) de la faire surmonter d'un obélisque égyptien en marbre rouge de 20 pieds. Construit à l'origine par le pharaon Ramsès II pour le temple de Rê situé à Héliopolis, cet obélisque avait été transporté à Rome dans l'Antiquité pour être réutilisé dans l'Iseum Campense, sanctuaire de la déesse égyptienne Isis qui se trouvait au sud-est du Panthéon. Il fut redécouvert en 1374 sous l'abside de la basilique Sainte-Marie sur la Minerve. Au milieu des années 1400, il avait été érigé sur la petite piazza di San Macuto (en), à quelque 200 mètres à l'est du Panthéon, où il resta jusqu'à son déplacement sur la piazza della Rotonda en 1711. Il porte encore le nom d'Obelisco Macutèo en italien, d'après le nom de son emplacement précédent.